# 銀魂 THE FINAL
『銀魂 THE FINAL』（ぎんたま ザ・ファイナル）は、2021年1月8日公開の空知英秋による少年漫画『銀魂』を原作とした日本のアニメーション映画。PG12指定。アニメ銀魂15周年記念作品で、本作品がアニメ銀魂として最後の作品となった。ストーリーはジャンプGIGAおよび銀魂公式アプリ掲載分をベースにし、アニメオリジナルの要素も盛り込まれた。
本作品の前日譚として『銀魂 THE SEMI-FINAL』が同年1月15日よりdTVにて独占配信。こちらはテレビアニメ第4期の最終話（第367話）で中断された原作第76巻六百八十七訓後半から第77巻第六百九十八訓中盤までのストーリーを再構成し、「万事屋篇」と「真選組篇」の全2話に分けて描かれたものである。

## ストーリー
かつて幼い銀時たちを教え導いた師匠・吉田松陽は別人格・虚（うつろ）へと姿を変え、地球を道連れに自らの命を終わらせようとしていた。そんな最大の敵である虚の野望を阻止すべく、かつての盟友である銀時、高杉、桂はそれぞれの信念を胸に共闘を決意。さらには、銀時たちに加勢すべく万事屋の新八と神楽、真選組、かぶき町の面々、かつてのライバルたちまでもが集結し、護るべきものを護るために命を賭した戦いを繰り広げる。

## 登場人物
万事屋
- 坂田銀時：杉田智和
- 志村新八：阪口大助
- 神楽：釘宮理恵
- 定春：高橋美佳子

松下村塾
- 吉田松陽 / 虚：山寺宏一、喜多村英梨（少年体）
- 高杉晋助：子安武人
- 桂小太郎：石田彰

攘夷党（桂一派）
- エリザベス

鬼兵隊
- 武市変平太：茶風林
- 来島また子：早水リサ

真選組
- 近藤勲：千葉進歩
- 土方十四郎：中井和哉
- 沖田総悟：鈴村健一
- 山崎退：太田哲治

春雨
- 神威：日野聡
- 阿伏兎：大塚芳忠

幕府
- 松平片栗虎：若本規夫
- 今井信女：平野綾
- そよ姫：広橋涼

御庭番衆
- 猿飛あやめ：小林ゆう
- 服部全蔵：森川智之[6][注 1]

天導衆
- 元天導衆長：高岡瓶々
- 幹部：綿貫竜之介、拝真之介

天照院奈落
- 朧：井上和彦
- 柩：菅原正志

その他の登場人物
- 志村妙：ゆきのさつき
- お登勢：くじら
- キャサリン：杉本ゆう
- 柳生九兵衛：折笠富美子
- 月詠：甲斐田裕子
- 長谷川泰三：立木文彦
- ハタ皇子：坂口候一
- ネス：平野俊隆
- 坂本辰馬：三木眞一郎
- 平賀源外：島田敏
- たま：南央美
- 星海坊主：速水奨
- 銀さんセピア、銀さんシビア： 宮﨑聡、蓮岳大
- レポーター： 丸山智行、佐久間元輝
- 作画スタッフ： 宮脇千鶴
- 空知英秋： 空知英秋

役名なし
- 田中文哉
- 山口竜之介
- 山本悠人
- 丹羽哲士
- 岡田雄樹
- 伊藤成秀
- 篠田渚王也
- 町田佳優
- 廣瀬千夏
- 田中夏来
- 松久博記
- 濱岡敬祐
- 熊澤玄徳
- 斉藤颯児
- 藤川卓士
- 早川理久
- 町山芹菜
- 對馬千紗
- 檜尾麻結

## 製作
残る原作がアクション続きであったことに加え、多数のキャラクターが登場することもあり、「予算や時間をかけてしっかり終わらせたい」という制作側のオーダーで、劇場版での制作が決定した。タイトルには「誰でもこれが最後なんだと一発でわかるようなタイトル」として『THE FINAL』が採択されている。原作後半のリアル寄りの作画に合わせキャラクターデザインも一新されており、原画と声優で原作者の空知英秋も参加している。
本作品で監督・脚本を務めた宮脇千鶴によると、ベースとなる原作話数は「プロットにするまでもなく普通に考えたら入らないだろうというくらいの尺」であったため、最初に銀時、桂、高杉ら「松下村塾」のメンバーを物語の主軸と決め、「銀時が松下村塾で培ってきたものの最後の整理」という方向で原作の要素を再構成している。松下村塾のメンバーに軸を置いた理由としては、万事屋サイドが主軸で本作品のエピソードともリンクする部分が多い『劇場版 銀魂 完結篇 万事屋よ永遠なれ』の焼き直しのようになるのを避け、違う視点の切り口として描くためである。プロット作成の際は何度も話し合いを持ち、監修の藤田陽一による画的な助言や、集英社からの「ラスト部分のギャグパートは絶対欲しい」というリクエストを踏まえた上で、宮脇が最終的な取捨選択を行った。
絵コンテは宮脇がシーンのつなぎ部分を中心に担当し、肝となるシーンでは少し違う色を入れる目的で、あえて他のスタッフに一任している。この分担に対し藤田は、「テレビシリーズからずっとやってくれているスタッフが多いのが『銀魂』の強みであり、これまでの『貯金』があるからこそ、監督だけが背負わずに、各スタッフが作品を理解して動ける」と評している。
また本作品では、観客に深い感情を抱いてもらえるよう回想シーンが全て描き直されているほか、原作にない高杉の目の表現にも力を入れており、宮脇は当シーンについて「今回の映画なりの覚悟みたいなもの」と述べている。

## スタッフ
- 原作／ストーリー・キャラクター原案：空知英秋[注 2]
- 製作：茨木政彦、岩上敦宏、川崎由紀夫、尾崎雅之、藤田浩幸、金木勲、池田宏之
- 企画：瓶子吉久、樋口弘光
- 企画協力：「週刊少年ジャンプ」編集部（中野博之、大西恒平、内藤拓真、高橋慶一朗、田中陽理）
- 監督・脚本：宮脇千鶴[2]
- キャラクターデザイン・総作画監督：竹内進二
- デザインワークス：中村ユミ
- 絵コンテ：宮脇千鶴、藤田陽一、みなみやすひろ、石川真理子、水野春香、進藤陽平
- 演出：みなみやすひろ、石井章詠、榎本守、永岡智佳、石川真理子、池野昭二、馬引圭、宮崎修治、進藤陽平
- 作画監督：鈴木ひろみ、田中智子、尾崎正幸、平岡雅樹、米山浩平、高倉香惠、一ノ瀬結梨、中村ユミ、今岡大、石川真理子、森円美、諏訪可奈恵、嶋謙一、岡郁美、川崎玲奈、大西陽一、和田伸一、皆川愛香利、北原広大、佐々木洋平
- エフェクト作画監督協力：橋本敬史
- 動画検査：名和誉弘、鈴木三音子、一条望
- 色彩設計：歌川律子
- 美術監督：間庭奈美、福島孝喜
- 撮影監督：寺本友紀
- 3DCGディレクター：鈴木知美
- 編集：瀬山武司、白石あかね
- 音響監督：高松信司
- 音響監修：小林克良
- 音響効果：武藤晶子（サウンドボックス）
- 効果助手：小山健二、小川大貴（サウンドボックス）
- 音楽：Audio Highs
- 制作デスク：安藤義晃
- プロデューサー：三條場一正、前川貴史
- 監修：藤田陽一[2]
- アニメーション制作：BN Pictures
- 配給：ワーナー・ブラザース映画
- 製作：劇場版銀魂製作委員会（集英社、アニプレックス、テレビ東京、BN Pictures、電通、バンダイ、ワーナー・ブラザース映画）

## 楽曲
主題歌「轍〜Wadachi〜」
作詞 - MOMIKEN / 作曲 - KENTA / 編曲 - KENTA、tasuku / 歌 - SPYAIR
挿入歌・挿入曲
「道楽心情」「ブレイクダウン」
作詞・作曲・編曲 - 氏原ワタル / 歌 - DOES
「CHA-LA HEAD-CHA-LA」
作詞 - 森雪之丞 / 作曲 - 清岡千穂 / 歌唱 - 影山ヒロノブ
「プロローグ&サブタイトルⅠ」
作曲 - 清岡千穂 / 編曲 - 堤博明

## 封切り
2020年10月16日に第一弾、同年11月13日に第二弾のムビチケ前売券が発売され、特典として映画ビジュアルのクリアファイルが付いた。入場者プレゼントには第一週に空知書き下ろし「『鬼滅の刃』炭治郎&柱のイラストカード」の配布が決定し、ブレない姿勢に感嘆の声があがった。加えて歴代名エピソードのフィルム風シールも先着で配布されている。
2021年1月9日と翌10日の2日間で観客動員数20万4000人、興行収入2億8700万円を記録し、興行通信社の調査による全国映画動員ランキングで12週連続第1位だった『劇場版 鬼滅の刃 無限列車編』から首位の座を奪ったほか、1月11日までの4日間の累計で観客動員数38万4000人、興行収入5億3100万円に達することが発表された。
公開2週目の週末となる2021年1月16日と翌17日の2日間で観客動員数10万人、興行収入1億5100万円をあげ、興行通信社による全国映画動員ランキングで第2位にランクインした。なお、公開初日からの累計で観客動員数が60万人、興行収入が8億円を突破している。
公開3週目の週末となる2021年1月23日と翌24日の2日間で観客動員数7万5000人、興行収入1億700万円をあげ、興行通信社による全国映画動員ランキングで前週に引き続き第2位にランクインした。なお、公開初日からの累計で観客動員数が76万人、興行収入が10億円を突破している。
公開4週目の週末となる1月31日の時点で興行収入が12億円、観客動員数が90万人を突破している。
公開5週目の週末となる2月7日の時点で、興行収入が14億円、観客動員数が100万人を突破している。
公開6週目の週末となる2月14日の時点で、興行収入が15億円、観客動員数が111万人を突破している。
公開7週目の週末となる2月21日の時点で、興行収入が16億3000万円、観客動員数が117万人を突破している。
公開8週目の週末となる2月28日の時点で、興行収入が17億4616万9100円、観客動員数が125万6968人を突破し、歴代シリーズ最高興収を記録した。
2021年5月6日時点で興行収入が19億円、観客動員数が136万人を突破している。

## 関連商品
- Blu-ray/DVD『銀魂 THE FINAL（完全生産限定盤/通常版）』（アニプレックス、2021年8月14日）
- CD『銀魂 THE FINAL オリジナル・サウンドトラック』（アニプレックス、2021年1月8日）
- 書籍
  - 『映画ノベライズ 銀魂 THE FINAL』（集英社 JUMP j BOOKS、2021年1月8日、ISBN 978-4087035063
  - 『銀魂 THE FINAL アニメコミックス』（集英社ホームコミックス、2021年9月3日、ISBN 978-4834233063）

## テレビ放送
| 回数 | テレビ局           | 放送日        | 放送時間      | 放送分数 | 備考 |
| ---- | ------------------ | ------------- | ------------- | -------- | ---- |
| 1    | アニマックス       | 2022年3月20日 | 20:00 - 22:10 | 130分    |      |
| 2    | キッズステーション | 2023年8月19日 | 12:00 - 13:50 | 130分    |      |